# Mariä Heimsuchung (Echsheim)

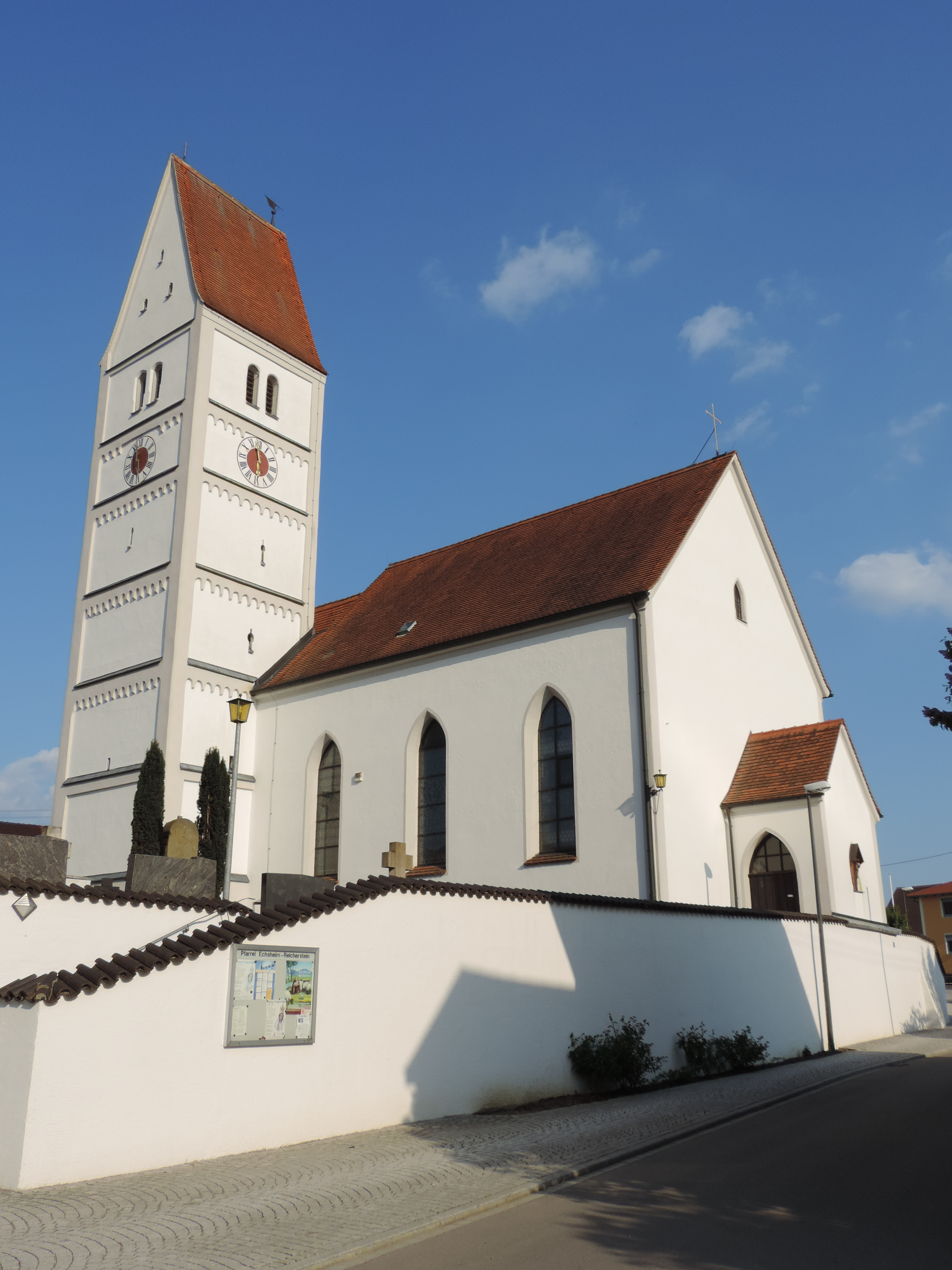
Mariä Heimsuchung in Pöttmes

Die katholische Pfarrkirche Mariä Heimsuchung ist ein Baudenkmal in Echsheim bei Pöttmes.

## Geschichte
Bereits im 15. Jahrhundert fanden regelmäßige Wallfahrten zu dem Gnadenbild in Echsheim statt. Um 1630 sind jährlich etwa 100 Wunderzeichen dokumentiert. Die Gläubigen verlobten sich nicht nur bei Tierseuchen, sondern auch bei Krankheiten nach Echsheim. 1716 wurde die öffentliche Bekanntgabe von Wunderzeichen verboten. Pfarrer Peter Sudor, von 1720 bis zu seinem Tod 1740 in Echsheim, förderte die Wallfahrt wieder, so dass Wallfahrer aus Aindling, Bayerdilling, Bonsal, Buch, Ebenried, Gempfing, Haselbach, Holzkirchen, Illdorf, Neukirchen, Oberbaar, Osterzhausen, Pöttmes, Riedheim, Sallach, Schönesberg, Schorn, Stadel, Staudheim, Thierhaupten, Todtenweis, Wächtering und Walda nach Echsheim pilgerten. Im Zuge der Säkularisation kam die Wallfahrt zum Erliegen. In dem sehr trockenen Sommer 1834 lebte sie in einigen Gemeinden jedoch wieder auf.

## Baubeschreibung

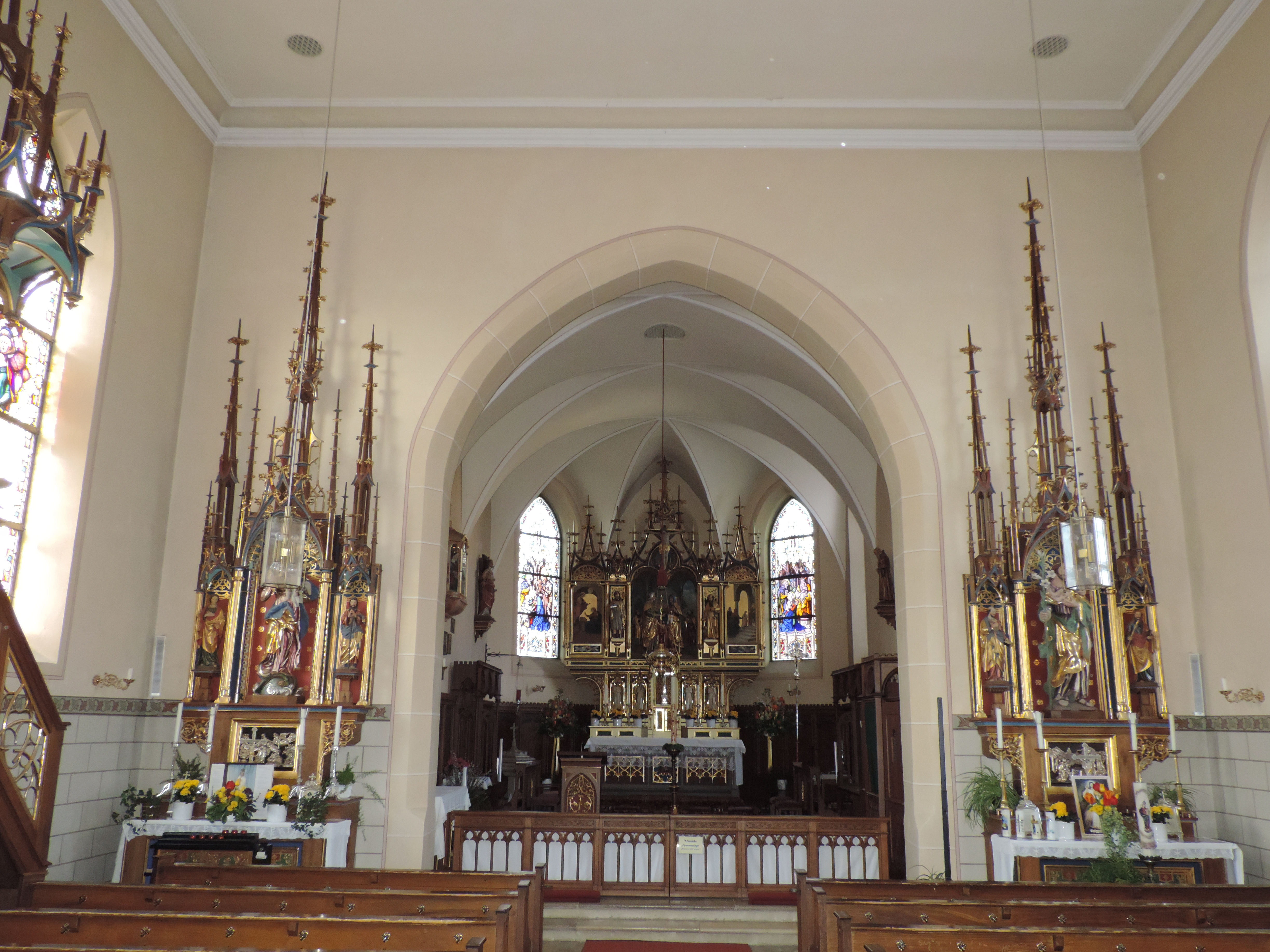
Innenansicht

Die Kirche hat ein einschiffiges Langhaus aus dem Jahre 1862 mit einer Flachdecke und einem eingezogenen, dreiseitig geschlossenem Chor unter einer Stichkappentonne. Der nördliche Turm hat ein Satteldach und Bogenfriese. Der Chor und die Turmuntergeschosse datieren auf den Anfang des 15. Jahrhunderts.

## Ausstattung
Die Ausstattung der Kirche ist neugotisch. Der Hochaltar wurde 1868 von Gustav Adolph Wiest geschaffen. Die Figuren stammen aus der Hand von Fidelis Schönlaub. In der Mitte ist die Heimsuchung Mariä dargestellt, seitlich die Heiligen Ulrich und Leonhard. Die Flügelbilder von Ludwig Glötzle zeigen innen Mariä Verkündigung und außen Maria und den Evangelisten Johannes. Die Seitenaltäre, die Kanzel, das Gestühl und der Orgelprospekt  aus den Jahren 1862/63 sind von Anton Wiest. Das geschnitzte Gnadenbild in Mariä Heimsuchung stammt aus der zweiten Hälfte des 15. Jahrhunderts. Es wurde wohl im Zuge des Spanischen Erbfolgekriegs von Soldaten verstümmelt und Kopf und Gliedmaßen abgeschlagen. Auf Veranlassung von Pfarrer Peter Sudor wurden in den Jahren darauf die fehlenden Teile wieder ergänzt.